# 품사
품사(品詞, 영어: part of speech, part-of-speech, word class, grammatical category, lexical class, and lexical category, form class)는 낱말을 공통된 문법적 성질(기능이나 형태, 뜻)에 따라 나누어 놓은 갈래를 말한다.
(쉬운 말로) 품사는 단어를 일정한 기준에 따라 공통된 특성을 가진 것끼리 묶은 것을 말한다. 

## 품사의 역사
단어를 몇 가지 품사 그룹으로 묶는 것은 그리스어 문법 연구에서 시작되었다. 이것이 라틴어의 문법 연구로 이어지고, 후에 유럽 각국의 언어 문법 연구에서도 품사를 고안하게 되었다. 후에 언어학의 대상이 유럽 이외의 언어로 확대되면서 품사라는 개념을 전 세계의 언어에 적용하게 되었다.

## 품사의 분류 기준
품사를 나누는 방법에는 크게 아래 세 가지 방법이 있다.
(쉬운 말로) 품사의 분류 기준에는 크게 세 가지로 형태와 기능과 의미가 있다. 
단어를 일정한 기준에 따라 나눈 것을 품사라고 한다. 국어의 품사 분류의 기준은 다음과 같다. 
1. 형태적 분류 : 단어의 굴절 여부와 굴절 방식에 따라 분류한다. 이때는 불변어와 가변어로 분리할 수 있다.
2. 기능적 분류 : 단어가 문장 안에서 어떤 역할을 하는지, 다른 말과 어떻게 연결하는지에 따라 분류한다. 이때는 체언, 수식언, 관계언, 용언, 독립언으로 분류할 수 있다.
3. 의미적 분류 : 단어의 의미적 특성에 따라 분류한다. 단, 의미적 분류는 보조적 수단이지 주된 분류 기준은 될 수 없다. 이때는 명사, 대명사, 수사, 관형사, 부사, 조사, 동사, 형용사, 감탄사로 분류할 수 있다.

(쉬운 말로) 
1. 형태에 따른 분류: 형태가 변하느냐 변하지 않느냐에 따라 분류한다. 
형태에 따라 불변어와 가변어가 있다. 불변어는 문장에서 사용될 때 형태가 변하지 않는 단어로 예를 들어 운동장, 바다, 그, 둘, 옛, 많이, 매우, 을, 그래 등이 있다. 불변어에는 체언과 수식언과 관계언과 독립언이 있다. 가변어는 문장에서 사용될 때 형태가 변하는 단어로 예를 들어 일어나다, 자라다, 노랗다, 멋지다, 따뜻하다 등이 있다. 가변어에는 용언이 있다. 
2. 기능에 따른 분류: 문장에서 어떤 기능을 하느냐에 따라 분류한다. 
기능에 따라 체언과 수식언과 관계언과 독립언과 용언이 있다. 체언은 문장 안에서 주로 주어의 역할을 하는 말(체언은 형태가 변하지 않으며, 문장에서 주어, 목적어 등의 기능을 한다.)로 예를 들어 꽃, 그, 하나 등이 있다. 체언에는 명사와 대명사와 수사가 있다. 수식언은 다른 단어를 꾸며 주는 역할을 하는 말(수식언은 다른 말을 꾸며 주는 역할을 하며 형태의 변화가 없다.)로 예를 들어 온갖, 매우 등이 있다. 수식언에는 관형사와 부사가 있다. 관계언은 단어와 단어 사이의 관계를 나타내는 말(관계언은 문장에서 쓰인 단어들의 관계를 나타낸다.)로 예를 들어 이, 가, 을/를 등이 있다. 관계언에는 조사가 있다. 독립언은 문장 안에서 독립적으로 쓰이는 말(독립언은 문장에서 다른 말과 관련 없이 독립적으로 쓰인다.)로 예를 들어 오, 이봐, 네 등이 있다. 용언은 문장 안에서 주로 서술어의 역할을 하는 말(용언은 주로 서술하는 말로 쓰이고, 그 쓰임에 따라 형태가 변하는데, 이를 활용이라고 한다.)로 예를 들어 먹다, 푸르다 등이 있다. 용언에는 동사와 형용사가 있다. 
3. 의미에 따른 분류: 어떤 공통된 의미가 있느냐에 따라 분류한다. 
의미에 따라 명사와 대명사와 수사와 관형사와 부사와 조사와 감탄사와 동사와 형용사가 있다. 명사는 구체적인 대상이나 추상적인 대상의 이름을 나타내는 단어로 예를 들어 책상, 슬픔 등이 있다. 대명사는 사람이나, 사물, 장소의 이름을 대신하여 가리키는 단어로 예를 들어 너, 그거, 거기 등이 있다. 수사는 수량이나 순서와 같은 수를 나타내는 단어로 예를 들어 하나, 둘, 넷째가 있다. 관형사는 문장에서 체언을 꾸며 주는 구실을 하는 단어로 ‘어떤 무엇‘에 해당하는 의미를 지니는 단어로 예를 들어 새, 헌, 온갖, 옛, 어떤, 한, 두, 몇, 그런, 저런 등이 있다. 부사는 문장에서 주로 용언을 꾸며 주는 구실을 하는 단어로 문장 내에서 위치가 비교적 자유로우며 다른 부사, 관형사, 문장 전체를 수식하기도 하는 단어로 예를 들어 매우, 오래, 빨리, 많이, 드디어, 과연, 이리 등이 있다. 조사는 체언 뒤에 주로 붙어서 다른 말과의 문법적 관계를 나타내거나 특별한 뜻을 더해 주는 단어로 홀로 쓰일 수 없고 반드시 다른 말에 붙어 쓰이는 단어로 예를 들어 이, 가, 을, 를, 만, 도, 마저 등이 있다. 감탄사는 말하는 이의 놀람, 느낌, 부름, 대답을 나타내는 단어로 형태가 변하지 않고, 감탄사만으로도 문장이 될 수 있는 단어로 예를 들어 얘, 그래, 앗, 우아 등이 있다. 동사는 사람이나 사물의 움직임이나 작용을 나타내는 단어로 예를 들어 칠하다, 자라다, 자다, 읽다, 가다 등이 있다. 형용사는 사람이나 사물의 상태나 성질을 나타내나는 단어로 예를 들어 파랗다, 즐겁다, 기쁘다, 빨갛다, 춥다 등이 있다.

## 같이 보기
- 한국어의 품사